# Bonapruncinia sanctaehelenae
Bonapruncinia sanctaehelenae là một loài nhện trong họ Thomisidae.
Loài này thuộc chi Bonapruncinia. Bonapruncinia sanctaehelenae được Pierre L. G. Benoit miêu tả năm 1977.